# Psorotichia
Psorotichia — рід грибів родини Lichinaceae. Назва вперше опублікована 1855 року.